# Анна Кремер
Анна Кремер (люксемб. Anne Kremer; нар. 17 жовтня 1975) — колишня професійна тенісистка з Люксембурга. Найвища позиція в одиночному рейтингу — 18, досягнута 29 липня 2002.

## Фінали турнірів WTA

### Одиночний розряд: 4 (2–2)
| Легенда: Before 2009        | Легенда: Starting in 2009 |
| --------------------------- | ------------------------- |
| Турніри Великого шолома (0) |                           |
| Турніри WTA (0)             |                           |
| Tier I (0)                  | Premier Mandatory (0)     |
| Tier II (0)                 | Premier 5 (0)             |
| Tier III (0)                | Premier (0)               |
| Tier IV & V (2-2)           | International (0)         |

| Результат | Ранг | Дата              | Турнір                          | Покриття | Опонент               | Рахунок       |
| --------- | ---- | ----------------- | ------------------------------- | -------- | --------------------- | ------------- |
| Поразка   | 1.   | 20 листопада 1999 | Pattaya Women's Open, Таїланд   | Тверде   | Магдалена Малеєва     | 6–4, 1–6, 2–6 |
| Перемога  | 1.   | 8 січня 2000      | ASB Classic, Нова Зеландія      | Тверде   | Кара Блек             | 6–4, 6–4      |
| Перемога  | 2.   | 19 листопада 2000 | Pattaya Women's Open, Таїланд   | Тверде   | Панова Тетяна Юріївна | 6–1, 6–4      |
| Поразка   | 2.   | 22 квітня 2001    | Hungarian Ladies Open, Угорщина | Ґрунт    | Магдалена Малеєва     | 6–3, 2–6, 4–6 |

## Фінали ITF

### Одиночний розряд 12 (5–7)
| Турніри $100,000 |
| Турніри $75,000  |
| Турніри $50,000  |
| Турніри $25,000  |
| Турніри $10,000  |

| Результат | Ранг | Дата            | Турнір                    | Покриття   | Опонент in the final         | Рахунок       |
| Поразка   | 1.   | 23 травня 1994  | Лодзь, Польща             | Ґрунт      | Talina Beiko                 | 4–6, 2–6      |
| Перемога  | 2.   | 31 липня 1994   | Ла-Корунья, Іспанія       | Ґрунт      | Paula Hermida                | 7–5, 6–1      |
| Перемога  | 3.   | 21 серпня 1994  | Koksijde, Бельгія         | Ґрунт      | Stephanie Devillé            | 6–1, 6–4      |
| Перемога  | 4.   | 11 вересня 1994 | Варна, Болгарія           | Ґрунт      | Марина Стець                 | 6–7, 7–6, 6–1 |
| Поразка   | 5.   | 20 липня 1998   | Peachtree, США            | Тверде     | Крістіна Бранді              | 3–6, 3–6      |
| Перемога  | 6.   | 11 жовтня 1998  | Альбукерке, США           | Тверде     | Джейн Чі                     | 2–6, 6–4, 6–4 |
| Поразка   | 7.   | 19 жовтня 1998  | Welwyn, Велика Британія   | Килим      | Еммануель Гальярді           | 1–6, 1–1 ret  |
| Перемога  | 8.   | 21 лютого 1999  | Мідленд (Техас), США      | Тверде (i) | Тара Снайдер                 | 3–6, 6–1, 7–5 |
| Поразка   | 9.   | 1 березня 1999  | Дубай (місто), ОАЕ        | Тверде     | Катарина Среботнік           | 1–6, 1–6      |
| Поразка   | 10.  | 10 травня 2004  | Стокгольм, Швеція         | Ґрунт      | Родіонова Анастасія Іванівна | 6–7, 4–6      |
| Поразка   | 11.  | 24 січня 2010   | Рексем, Велика Британія   | Тверде     | Мона Бартель                 | 1–6, 1–6      |
| Поразка   | 12.  | 20 вересня 2010 | Шрусбері, Велика Британія | Тверде     | Ева Бірнерова                | 6–7, 6–3, 0–6 |

### Парний розряд 1 (1–0)
| Турніри $100,000 |
| Турніри $75,000  |
| Турніри $50,000  |
| Турніри $25,000  |
| Турніри $10,000  |

| Результат | Ранг | Дата            | Турнір                | Покриття   | Партнер     | Опоненти                         | Рахунок       |
| --------- | ---- | --------------- | --------------------- | ---------- | ----------- | -------------------------------- | ------------- |
| Перемога  | 1.   | 25 березня 2011 | Bath, Велика Британія | Тверде (i) | Тімеа Бабош | Марта Домаховська Катажина Пітер | 7–6(7–5), 6–2 |

## Досягнення в турнірах Великого шолома
| Турнір                                 | 1996 | 1997 | 1998 | 1999 | Тур WTA 2000 | Тур WTA 2001 | Тур WTA 2002 | Тур WTA 2003 | Тур WTA 2004 | Тур WTA 2005 | Тур WTA 2006 | Тур WTA 2007 | Тур WTA 2008 | Тур WTA 2009 | Тур WTA 2010 | Тур WTA 2011 | Тур WTA 2012 | Тур WTA 2013 | W-L   |
| -------------------------------------- | ---- | ---- | ---- | ---- | ------------ | ------------ | ------------ | ------------ | ------------ | ------------ | ------------ | ------------ | ------------ | ------------ | ------------ | ------------ | ------------ | ------------ | ----- |
| Турніри Великого Шлему                 |      |      |      |      |              |              |              |              |              |              |              |              |              |              |              |              |              |              |       |
| Відкритий чемпіонат Австралії з тенісу | A    | 1р   | LQ   | 2р   | 1р           | 2р           | 2р           | 2р           | A            | 1р           | LQ           | 2р           | 2р           | A            | A            | 1р           | A            | A            | 6–10  |
| Відкритий чемпіонат Франції з тенісу   | LQ   | LQ   | A    | 2р   | 2р           | 2р           | 3р           | A            | A            | 1р           | LQ           | 1р           | 1р           | A            | A            | LQ           | A            | A            | 5–7   |
| Вімблдонський турнір                   | 1р   | 1р   | LQ   | 3р   | 1р           | 1р           | 2р           | A            | 3р           | 2р           | A            | 1р           | A            | A            | A            | LQ           | A            | A            | 6–9   |
| Відкритий чемпіонат США з тенісу       | LQ   | LQ   | 2р   | 2р   | 2р           | 1р           | 1р           | A            | LQ           | 1р           | LQ           | LQ           | A            | LQ           | LQ           | LQ           | A            | A            | 3–6   |
| Перемоги-Поразки                       | 0–1  | 0–2  | 1–1  | 5–4  | 2–4          | 2–4          | 4–4          | 1–1          | 2–1          | 1–4          | 0–0          | 1–3          | 1–2          | 0–0          | 0–0          | 0–1          | 0–0          | 0–0          | 20–32 |
| Рік End Рейтинг                        | 134  | 129  | 74   | 31   | 35           | 33           | 25           | 389          | 94           | 166          | 142          | 85           | 264          | 559          | 165          | 254          | 496          | 986          |       |

### Результати зустрічей з найсильнішими
- Серена Вільямс 0-1
- Анке Губер 1-3
- Мартіна Хінгіс 0-1
- Марія Шарапова 0-2
- Ліндсі Девенпорт 0-5
- Генрієта Надьова 2-0
- Олена Дементьєва 0-2
- Вінус Вільямс 0-3
- Сафіна Дінара Мубінівна 0-1